# 1 de març
El primer de març és el seixantè dia de l'any del calendari gregorià i el seixanta-unè en els anys de traspàs. Queden 305 dies per finalitzar l'any.

## Esdeveniments
Països Catalans
- 1716, Barcelona: es posa la primera pedra de la fortalesa de la Ciutadella.
- 1815, Reus: S'estableix el primer servei de diligències de l'estat, que uneix Reus i Barcelona en deu hores i mitja.[2]
- 1838, el Morell i Vilallonga del Camp (Tarragonès): els carlins protagonitzen el Combat de Morell i Vilallonga en el context de la Primera Guerra Carlina.
- 1886, 
  - Sitges: surt el primer número de L'Eco de Sitges, un dels setmanaris locals més antics de Catalunya.[3]
  - Tarragona: es funda el Club Gimnàstic al Café del Centro, a la Rambla Nova.[4]
- 1933: a Barcelona s'inauguren els habitatges de la Casa Bloc.
- 1936: Lluís Companys retorna a Barcelona per fer-se càrrec del Govern de la Generalitat.
- 1940: el president Lluís Companys organitza a França el Consell Nacional de Catalunya.
- 1940, Barcelona: Reobre la borsa de Barcelona després de la guerra civil.[5]
- 1951, Barcelona: hi comença la «Vaga de tramvies», com a resposta a l'increment del preu del tramvia que el govern espanyol havia aprovat el 19 de desembre de l'any anterior, aquesta resulta ser la protesta ciutadana de més volada des de la fi de la Guerra Civil espanyola.[6]
- 1954, Figueres: Comença a publicar-se la revista mensual Canigó.[7]
- 1973, Estats Units: es publica The Dark Side of the Moon, de Pink Floyd.[8]
- 1974, Palau Reial d'El Pardo, Comunitat de Madrid, Espanya: el consell de ministres presidit per Franco confirma la pena de mort per a Puig Antich i Heinz Ches (el nom real del qual era Georg Michael Welzel: els executen l'endemà a Barcelona i Tarragona, respectivament.
- 1981, Barcelona: segresten el davanter del Barça Quini després d'un partit. Serà alliberat a Saragossa el 25 de març.[9]
- 1983, Illes Balears: hi entra en vigor l'Estatut d'autonomia.
- 1990: a Barcelona es crea la Universitat Ramon Llull, primera universitat privada de Catalunya.
- 1991, Madrid: el Tribunal Constitucional espanyol no posa objeccions a l'exigència del coneixement del català als funcionaris de la Generalitat de Catalunya.
- 2002, Espanya: les monedes i bitllets de pesseta hi deixen de circular: l'euro n'és l'única moneda de curs legal.
- 2005, Calvià, Mallorca: hi comença a emetre la Radiotelevisió de Balears IB3.
- 2007, Illes Balears: es publica i entra en vigor el nou Estatut d'autonomia.

Resta del món
- 138: en la província Gansu (Xina) hi va haver un terratrèmol de magnitud 6,8 en la escala sismològica de Richter (intensitat de IX en l'escala de Mercalli). Es desconeix el nombre de víctimes.
- 317: a Campus Ardiensis (actual província de Khàskovo, Bulgària: Constantí I (272-337) venç Licini (250-325) i li ordena que executi al seu coemperador romà Valent.
- 350: a Roma, Flàvia Júlia Constantina ― germana de Constanci II ― li demana al militar Vetrani que s'autoproclami emperador de Roma.
- 710: Roderic, rei visigot, és ungit monarca a Hispània després de la mort de Witiza.
- 1476: Ferran II venç a Toro els partidaris del nomenament reial de Joana la Beltraneja.
- 1493: la caravel·la La Pinta atraca al port de Baiona (província de Pontevedra) (Galícia) de retorn d'Amèrica. Va ser quan es va donar a conèixer per primera vegada l'èxit de l'expedició de Cristòfor Colom.
- 1565, a l'actual Brasil, Estácio de Sá funda el poble de Rio de Janeiro.
- 1711: al Regne Unit surt el primer número de The Spectator, primera publicació periodística diària d'aquell país.
- 1712: a Madrid (Espanya) s'obre al públic la Biblioteca Nacional.
- 1776, Purandhar (Índia): el peshwa Maratha i el governador de l'Índia Britànica a Calcuta signen el tractat de Purandhar que anul·lava l'anterior tractat de Surat.
- 1814, Àustria, Prússia, l'Imperi Rus i la Gran Bretanya signen el Tractat de Chaumont en el que es prometen ajuda mútua contra Napoleó Bonaparte durant la Sisena Coalició restauren els borbons com a reis d'Espanya, donen Bèlgica als Països Baixos i s'estableix la Confederació del Rin, que significa la confederació d'Alemanya. Després es ratificarà en el Congrés de Viena.[10]
- 1871, França: la creixent impopularitat i el desastre de Sedan provoquen l'enderrocament de Napoleó III, el qual fuig a Anglaterra.
- 1896, París: Henri Becquerel descobreix una propietat nova de la matèria: la radioactivitat.
- 1896, Etiòpia, Regió Tigre: Batalla d'Adwa, també coneguda com a Adowa o pel nom italià d'Adua. Va trenir lloc entre l'Imperi d'Etiòpia i el Regne d'Itàlia i va representar la derrota de d'Itàlia davant de l'emperador Menelik II d'Etiòpia.[11]
- 1932, Creació de Manxukuo (en xinès tradicional: 滿洲國; en xinès simplificat: 满洲国; en pinyin: Mǎnzhōuguó; en japonès:滿洲国; en romaji: Manshūkoku; en català Manxúria) fou un estat titella de l'Imperi Japonès tot i que formalment independent, que existí entre els anys 1932 i 1945. S'estenia entorn de les regions actuals de la Xina del Nord-est i la Mongòlia Interior.[12]
- 1976, Irlanda del Nord: El govern britànic posa fi a la Special Category Status, que distingia els condemnats per terrorisme (és a dir els membres d'organitzacions paramilitars) dels presoners de dret comú.
- 1981, Presó de Maze, Belfast, Irlanda del Nord: Bobby Sands comença una vaga de fam, iniciant la segona vaga de fam dels presos de l'IRA. En va morir el 5 de maig, 66 dies després.
- 1983, Espanya: hi entra en vigor l'Estatut d'Autonomia de la Comunitat de Madrid.
- 1992, Bòsnia i Hercegovina: El sí guanya amb un 99,7% (amb un 66,4% de participació) en el referèndum d'independència de Iugoslàvia, convocat pel Parlament Bosnià.[13]
- 1994, Europa: Suècia, Àustria i Finlàndia s'incorporen com a nous socis de la Unió Europea: serà l'Europa dels Quinze.
- 2005, Montevideo, Uruguai: Tabaré Vázquez, guanyador de les eleccions del 31 d'octubre de l'any anterior, pren possessió com a president del país.

## Naixements
Països Catalans
- 1793 - la Ribera, Barcelona: Andreu Avel·lí Pi i Arimon, historiador i epigrafista català.
- 1870 - Barcelona, Barcelonès: Eduard Fontserè i Riba, meteoròleg i sismòleg català.
- 1873 - Barcelona, Barcelonès: Teresa Amatller i Cros, empresària i mecenes catalana (m. 1960).[14]
- 1874 - Barcelona: Anna Durà Batlle –Anna Aguilar–, pianista i pedagoga catalana.[15]
- 1897 - Palma, Mallorca: Llorenç Villalonga i Pons, escriptor mallorquí.
- 1939 - Paterna, València: Merche Chapí, directora teatral que ha treballat a Eivissa.[16]
- 1922 - Mataró, Maresme: Nèstor Luján, periodista, gastrònom i escriptor català (m. 1995).[17]
- 1973 - Silla, Horta Sud: Andrés Valero Castells, compositor, pedagog musical i director d'orquestra valencià.

Resta del món
- 1445, Florència, Itàlia: Sandro Botticelli, pintor del Renaixement Italià.
- 1810, Żelazowa Wola, Polònia: Frédéric Chopin, compositor polonès del romanticisme (m. 1849)[18]
- 1852, Petilla de Aragón, Espanya: Santiago Ramón y Cajal, biòleg espanyol, Premi Nobel de Medicina de l'any 1906[19]
- 1893, Nova York: Mercedes de Acosta, poetessa i dramaturga estatunidenca i dissenyadora de roba (m.1968).[20]
- 1904, Clarinda, EUA: Glenn Miller, compositor estatunidenc (m. 1944).[21]
- 1910, Londres, Anglaterra: 
  - David Niven, actor anglès (m. 1983)[22]
  - Archer John Porter Martin, químic anglès, Premi Nobel de Química de 1952 (m. 2002)[23]
- 1911, Sarzana, Ligúria, Itàlia: Rina Ketty, cantant francesa nascuda a Itàlia (m. 1996).[24]
- 1919, São Borja, Rio Grande do Sul, Brasil: João Goulart, conegut popularment com a "Jango", fou un polític brasiler, president del Brasil de 1961 fins a 1964 (m. 1976).[12]
- 1922, Jerusalem, Mandat Britànic de Palestina: Yitshaq Rabbín, polític israelià, Primer ministre d'Israel (m. 1995)[12]
- 1927, Hartford (Connecticut): Lucine Amara, soprano estatunidenca.[25]
- 1928, Rouen (França): Jacques Rivette director de cinema francès. Juntament amb Jean-Luc Godard, Rivette fou considerat un dels directors més experimentals i influents de la nouvelle vague (m. 2016).[26]
- 1933: Rosa Francisca Fadul, advocada, funcionària i política dominicana.[27]
- 1934, Payerne, Vaud (França): Jacques Chessex, novel·lista, poeta, editor i pintor suís, escriptor en francès. Premi Goncourt de novel·la l'any 1973, per l'Ogre i de poesia l'any 2004 (m. 2009).
- 1937, Madrid: Ángeles Chamorro, soprano d'òpera i sarsuela castellana (m. 2003).[28]
- 1939, Sofia, Bulgària: Tzvetan Todorov, lingüista, filòsof, historiador, professor i teòric literari búlgar, naturalitzat francès (m. 2017).
- 1951, Lincoln, Nebraska, EUA: Debra Fischer, astrònoma estatunidenca especialitzada en la detecció i caracterització d'exoplanetes.[29]
- 1955, Guadalajara: Clara Sánchez, escriptora i professora espanyola.[30]
- 1956 - Vílnius: Dalia Grybauskaitė, política lituana que ha estat Presidenta de Lituània.[31]
- 1960 - Madrid: María Ángela Nieto Toledano, bioquímica i biòloga molecular espanyola.[32]
- 1966 - Boulogne-Billancourt: Delphine de Vigan, escriptora francesa.[33]
- 1967 - Sainte-Foy-lès-Lyon: Isabelle Patissier, campiona mundial francesa d'escalada de roques i pilot de ral·li.[34]
- 1969, Las Palmas de Gran Canaria, Espanya: Javier Bardem, actor espanyol.[35]
- 1970,  Ciutat de Mèxic: Marisela Morales Ibáñez, advocada, ha estat fiscal general de Mèxic, la primera dona a ocupar aquest càrrec.[36]
- 1971, Bronx, Nova York: Cara Buono, actriu estatunidenca coneguda pels seus papers a les telesèries The Sopranos o Mad Men.[37]
- 1975, Ciutat de San Marino, San Marino: Valentina Monetta, cantant de San Marino.[38]
- 1994, Stratford, Canadà: Justin Bieber, cantant canadenc.

## Necrològiques
Països Catalans
- 1058 - Sant Quirze de Besora, Osona: Ermessenda de Carcassona, aristòcrata catalana, comtessa de Barcelona, Girona i Osona.[39]
- 1882 - Sabadell, Vallès Occidental: Domènec Buxeda i Crehuet, industrial tèxtil català.
- 1932 - Vic, Osona: Jaume Collell i Bancells, eclesiàstic, periodista i escriptor català.
- 1967 - Barcelona: Olga Sacharoff, pintora russa avantguardista establerta primer a Mallorca i després a Catalunya (n. 1881).[40]
- 1985 - Passy, França: Carme Rovira i Fortuny, pintora catalana.[41]
- 1990 - Barcelona, Barcelonès: Carlos Pérez de Rozas y Sáenz de Tejada, fotògraf periodista català.
- 1998 - el Masnou, Maresme: Àngels Masià de Ros, historiadora medievalista i professora catalana (n. 1907).[42]
- 2009 - Barcelona, Barcelonès: Pepe Rubianes, humorista galaicocatalà (n. 1947).
- 2015 - Mataró, Maresme: Jordi Tardà i Castells, periodista i crític musical català.
- 2017 - València, l'Horta: Alejandra Soler Gilabert, mestra valenciana durant la Segona República Espanyola.[43]

Resta del món
- 1633, Bemerton, Wiltshire (Anglaterra): George Herbert, prevere anglicà gal·les, poeta en anglès (n. 1593).[44]
- 1643, Roma, Girolamo Frescobaldi, compositor i pianista italià (n. 1583).[18]
- 1697, Pisa, Toscana: Francesco Redi, físic italià (n. 1626).
- 1768, Hamburg, Alemanya: Hermann Samuel Reimarus, filòsof i escriptor alemany (n. 1694).
- 1773, Caserta, Campània: Luigi Vanvitelli, arquitecte italià (n. 1700).
- 1777, Viena, Aústria: Georg Christoph Wagenseil, compositor (n. 1715).[18]
- 1792: Leopold II, emperador del Sacre Imperi Romà (n. 1747).[45]
- 1793, Aranjuez, Espanya: Ramón Bayeu, pintor (n. 1746).
- 1833, París, França: Maurice Mathieu, general francès (n. 1768).
- 1841, París, França:: Claude-Victor Perrin, mariscal francès (n. 1764).
- 1862, Norwich, Norfolk (Anglaterra) : Peter Barlow, matemàtic britànic (n. 1776).
- 1863, Monterrey, Mèxic: Manuel María de Llano, metge, polític i periodista (n. 1799).
- 1870, Cerro Corá, Paraguai: Francisco Solano López, president (n. 1824).
- 1875, Morlaix, Finisterre (en bretó Penn-ar-Bed) Tristan Corbière, poeta francès (n. 1845).
- 1882, Berlín, Brandenburg Alemanya: Theodor Kullak, pianista i compositor alemany (n. 1818).
- 1884 Cambridge, Cambridgeshire, Anglaterra: Isaac Todhunter, matemàtic (n. 1820).
- 1820, Cremona, Llombardia: Antoni Ludenya, jesuïta i matemàtic valencià.[46][47]
- 1907, Londres, Anglaterra: August Manns, director musical prussià.
- 1911, Berlín, Alemanya: Jacobus Henricus van 't Hoff, químic alemany.
- 1922, Bilbao: Rafael Moreno Aranzadi, Pichichi, futbolista basc (n. 1892).
- 1925, París, França: Ramon Pichot i Gironès, pintor català.
- 1962, Buenos Aires, Argentina, Felipe Romito, cantant argentí.
- 1976, París (França): Jean Martinon, director d'orquestra i compositor francès.(n. 1910).[18]
- 2007, París: Colette Brosset, actriu i guionista, ballarina i coreògrafa francesa, (n. 1922).[48]
- 2014, París (França): Alain Resnais cineasta francès. Fou un dels fundadors de la nouvelle vague francesa, innovà en la tècnica del flashback per a explorar la memòria i el temps, punts de vista i narratives ambigus.(n. 1922).[26]
- 2019, Sant Petersburg, Rússia: Jorés Alfiórov, físic rus.
- 2024 - Akira Toriyama, mangaka i dissenyador de personatges japonès, autor de Bola de Drac (n. 1955).

## Festes i commemoracions
- Diada de les Illes Balears[49]
- Santoral:
  - sants David de Gal·les;
  - Eudòxia i Antonina,
  - Fèlix III, papa;
  - Lleó de Carentan, bisbe;
  - Rossend de Celanova, abat i bisbe;
  - beat Cristòfor de Taggia, predicador;
  - George Herbert, prevere al luteranisme